# 천주성삼병원
천주성삼병원(The Most Holy Trinity Hospital)은 대구광역시 수성구 신매동에 있는 재단법인 천주성삼성직수도회 부속 종합병원이다.

## 역사
- 2003년 1월 25일 의료기관 개설 허가
- 2003년 2월 2일 재단법인 성모성심수도회 성삼병원 개원
- 2003년 5월 1일 대구가톨릭병원 협력병원 협약 체결
- 2003년 5월 14일 경북대학교병원 협력병원 협약 체결
- 2003년 8월 5일 영남대학교의과대학 부속병원 협력병원 협약 체결
- 2003년 8월 6일 계명대학교동산의료원 협력병원 협약 체결
- 2003년 10월 23일 홈페이지 개설 및 이비인후과 개설
- 2004년 12월 31일 성삼병원 → 천주성삼병원으로 명칭 변경
- 2006년 3월 17일 지역응급의료기관 지정
- 2007년 1월 10일 응급실 확장 이전
- 2008년 11월 17일 천주성삼요양원 개원
- 2010년 5월 1일 재단 변경 (재단법인 성모성심수도회 → 재단법인 천주성삼성직수도회)